# Ferdinand Robert-Tornow

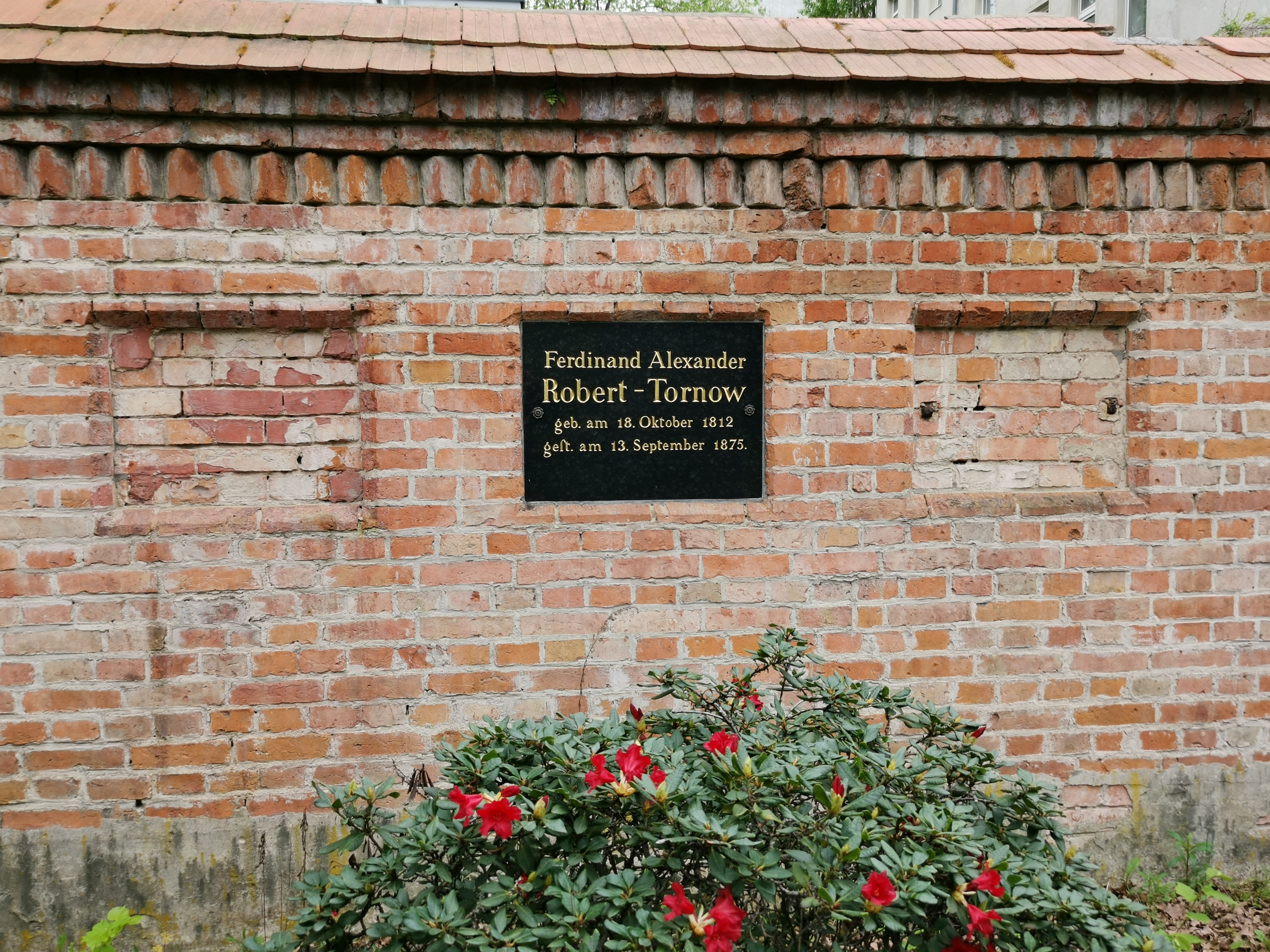
Grab Dorotheenstädtischer Friedhof II Liesenstraße, Berlin-Wedding

Ferdinand Robert-Tornow (* 18. Oktober 1812 in Berlin; † 13. September 1875 ebenda) war ein deutscher Jurist, Politiker und Kunstsammler.

## Familie
Ferdinand Robert-Tornow entstammte einer jüdischen Bankiersfamilie. Sein Großvater väterlicherseits war der Münzkommissar, Juwelenhändler und Geldverleiher Levin Markus (auch Loeb Cohen, 1723–1790), seine Großmutter väterlicherseits Chaie (gest. 1809) war die Tochter des Moses Tobias. Sein Vater war der Geheime Kommerzienrat Moritz (Meyer) Robert-Tornow (1785–1846; Familienname eigentlich Levin; nach 1790 führte die Familie den Namen Robert, seit 1811 den Namen Robert-Tornow), seine Mutter Ernestine geb. Victor, Tochter des Posener Bankiers Victor Joseph. Sein Onkel war der Dramatiker Ludwig Robert, seine Tante die Schriftstellerin Rahel Varnhagen von Ense, deren Ehemann Karl August Varnhagen von Ense war. Sein Neffe war der Bibliothekar und Übersetzer Walter Robert-Tornow.

## Leben
Ferdinand Robert-Tornow wurde am 18. Oktober 1812 in der Jerusalemkirche (Berlin) getauft. Wegen der Familienverhältnisse hielten die Eltern die Taufe zunächst geheim. Er besuchte die Cauer’sche Erziehungsanstalt und das Werder’sche Gymnasium. 1831 begann er an der Universität Bonn das Studium der Rechtswissenschaften. 1832 wurde er Mitglied des Corps Borussia Bonn. Nach Abschluss des Studiums absolvierte er das Referendariat und wurde Kammergerichtsassessor.
Ferdinand Robert-Tornow besaß ein Rittergut in Ruhnow bei Wangerin. 1862/63 war er Mitglied des Preußischen Abgeordnetenhauses für den Wahlkreis Stettin, wobei er dem rechten Flügel unter Wilhelm Grabow bzw. den Konstitutionellen angehörte. Am 24. Mai 1863 legte er sein Mandat nieder. Später kandidierte er als Abgeordneter für den Reichstag des Norddeutschen Bundes im Wahlkreis Naugard-Regenwalde. Er unterlag jedoch Moritz von Blanckenburg.
Bereits während seines Referendariats unternahm er 1834 eine Reise nach Wien, Venedig und Mailand, auf der er seine Tätigkeit als Sammler von Kunst- und Kunstgewerbegegenständen der Renaissance und des Rokoko begann. Nach dem Tode seines Vaters nahm 1848 er Abschied aus dem Dienst, nachdem ihm ein längerer Reiseurlaub verweigert worden war, und widmete sich nur noch der Sammlung von Kunst. Mit seiner zu einem Privatmuseum ausgebauten Villa in der Johannisstraße 11 wurde er zu einem anerkannten Kunstsammler und Förderer des Kunstgewerbes Berlins. Über die Jahre erlangte seine Sammlung Bekanntheit in den europäischen Kunstzentren. Als nach der Reichsgründung Kronprinz Friedrich Wilhelm die Schutzherrschaft über die deutschen Museen übernommen hatte, trat er auch in Kontakt zu Ferdinand Robert-Tornow, um dessen Sammlung kennenzulernen. Er fand in ihm „statt eines menschenscheuen Eremiten den unterhaltendsten Mann der Gesellschaft“, so dass weitere Besuche zusammen mit Kronprinzessin Victoria folgten, aus der sich eine herzliche Beziehung zwischen ihm und dem Kronprinzenpaar entwickelte. 1874 vermachte Robert-Tornow der Kronprinzessin durch Legat seine Sammlung, die zunächst im Kronprinzenpalais und nach 1894 in Schloss Friedrichshof ihre Heimat fand. Als Folge der Zusammenlegung der Sammlungen von Robert-Tornow und Victoria entwickelte sich die Kronprinzessin zu einer professionellen Kunstsammlerin.
Er wurde auf dem Dorotheenstädtischen Friedhof II in Berlin-Mitte bestattet; sein Grabmal ist erhalten. Neben seiner Kunstsammlung vermachte er auch Teile seiner Bibliothek der Kronprinzessin Victoria.